# Kroktjärnen (Los socken, Hälsingland, 685180-146753)
Kroktjärnen är en sjö i Ljusdals kommun i Hälsingland och ingår i Ljusnans huvudavrinningsområde.